# La Faucille et le Marteau (film)
Pour les articles homonymes, voir Faucille et marteau.
Pour plus de détails, voir Fiche technique et Distribution.
La Faucille et le marteau (Серп и молот) est un film dramatique de la RSFS de Russie sorti en 1921 et réalisé par Vladimir Gardine et Vsevolod Poudovkine.
D'une durée de 55 minutes et six bobines, le film est particulièrement long, puisque la plupart des films de l'époque ne font que 20 minutes ou deux bobines.
Le film a été entièrement produit par l'école de cinéma de Moscou (VGIK), fondée en 1919.

## Synopsis
Le pauvre paysan Ivan Gorbov vit avec ses enfants Agacha et Piotr dans un village près de Moscou. Zakhar, le fils de Pakhom Krivtsov, poursuit Agacha et tente de la violer. Mais Agacha aime le camarade Andreï, qui travaille pour Pakhom Krivtsov. Andreï démissionne de Krivtsov et part pour Moscou avec Piotr et Agacha. Agacha et Andreï se marient. S'ensuit la Première Guerre mondiale, qui les séparera longtemps, puis la Révolution russe. La perte d'un enfant affecte le couple et Agacha retourne au village. Quand Andreï reviendra au village lui aussi, il aura le grade de commandant de l'Armée rouge.

## Fiche technique
- Titre français : La Faucille et le marteau[3]
- Titre original russe : Серп и молот, Serp i molot[4],[5],[6]
- Réalisation : Vladimir Gardine, Vsevolod Poudovkine
- Scénario : Feofan Chipoulinski (ru), Andreï Gortchiline
- Musique : Édouard Tissé
- Société de production : VFKO
- Pays de production :  RSFS de Russie
- Langue originale : russe (film muet)
- Genre : film dramatique
- Durée: 55 min
- Dates de sortie: 
  - Union soviétique: 1921

## Distribution
- Aleksandr Gromov — Ivan Gorbov
- Andreï Gortchiline — Piotr Gorbov
- N. Zoubova — Agacha
- Vsevolod Poudovkine — Andreï
- A. Golovanov — Pakhom Krivtsov
- Nikolaï Vichniak — Zakhar
- N. Beliakov — le fils d'un koulak
- Ye. Bedounkevitch — une fille de Pakhom
- Ye. Kaverina — une fille de Pakhom
- Anna Tchekoulaïeva — une fille de Pakhom
- M. Koudelko — une fille de Pakhom
- Feofan Chipoulinski (ru) — pop
- Sergueï Komarov — chef du régiment